# بالگردگاه لایت وای تری فارم
بالگردگاه لایت وای تری فارم (به انگلیسی: Light Valley Tree Farm Heliport) یک فرودگاه خصوصی است. این فرودگاه در کشور ایالات متحده آمریکا قرار دارد و در ارتفاع ۷۲۵ متری از سطح دریا واقع شده است.